# Helmut Reichmann
Helmut Reichmann, född 1941, död 10 mars 1992 nära Saint-Auban i Frankrike, var en tysk konstnär, professor i industridesign och segelflygare.
Reichmann lärde sig segelflyga 1958, och blev på kort tid en framgångsrik tävlingsflygare. Han blev tysk juniormästare, och tysk seniormästare 1968, 1971 och 1973. Han drog sig bort från tävlandet efter sitt tredje VM och arbetade som tränare för det tyska landslaget i segelflyg fram till sin död. Tillsammans med Barron Hilton skapade han segelflygtävlingen Barron Hilton Cup. Han tilldelades Lilienthalmedaljen 1978 för sina gärningar inom segelflyget. Vid sidan av flygningen arbetade han som konstlärare i Saarbrücken där han var professor i industridesign. Han omkom i en segelflygolycka när hans Discus kolliderade med Lars Gölz LS4 i de sydfranska alperna.

## TävlingarVM i segelflyg
- 1970 Marfa, USA, Standardklassen i LS-1
- 1974 Waikerie, Australien, Standardklassen i LS-2